# Trude Maas-de Brouwer
Trude Albertine Maas-de Brouwer (Amsterdam, 28 november 1946) is een Nederlandse politica, bestuurder en toezichthouder. Namens de Partij van de Arbeid was zij van 1998 tot 1999 en van 2002 tot 2007 lid van de Eerste Kamer der Staten-Generaal. 

## Biografie

### Jeugd en opleiding
Toen ze elf jaar was verhuisde Trude Maas van Amsterdam naar Utrecht waar ze de gymnasiumopleiding deed aan het Thorbeckelyceum. Daarna volgde een studie Algemene Taalwetenschap aan de Universiteit Utrecht met als bijvakken Frans en Leerpsychologie. Naast haar studie werkte ze als lerares Frans.

### Vroege carrière en bedrijfsleven
Na het afronden van haar studie trad Maas in dienst van het Centraal Instituut voor Toetsontwikkeling (CITO), waar zij begon als toetsontwikkelaar Frans en later adjunct‑directeur werd. Vanaf 1988 vervulde ze diverse bestuurlijke functies bij ICT dienstverlener Origin NL BV. Zo was ze lid van de directie en de raad van bestuur van het bedrijf. Later richtte ze de denktank Hay Group Vision Society op, waarvan ze een aantal jaar president was.
Maas is vooral bekend om haar betrokkenheid bij onderwerpen als onderwijs, innovatie en talentontwikkeling. Het ontwikkelen van informatievaardigheden om kritisch te denken en zelfstandig te blijven leren (Leven Lang Leren) moeten volgens haar centraal staan in het onderwijs. Ook vindt zij dat er meer waardering moet zijn voor de autodidact.

### Politieke loopbaan
In 1998 kwam ze tussentijds in de Eerste Kamer, als opvolger van Job Cohen die staatssecretaris werd. Maas hield haar maidenspeech over cultuurbeleid, waarin zij de paradox besprak tussen het waarderen van eigen cultuur én het vermijden van nationalisme en stelde vragen over de rol van de overheid in het bevorderen van kwaliteit, pluriformiteit en toegankelijkheid. In 1999 kwam een einde aan dit Kamerlidmaatschap, toen ze bij de verkiezingen niet herkozen werd. In 2002 kwam ze opnieuw tussentijds in de Eerste Kamer, dit keer als opvolger van Thijs Wöltgens. Maas was in de senaat voorzitter van de vaste commissie voor Wetenschapsbeleid en Hoger Onderwijs en hield zich daarnaast bezig met Economische Zaken.
In 2005 was Trude Maas-de Brouwer medeauteur van het rapport Brainport Navigator 2013: Lissabon voorbij!, opgesteld door de Commissie-Sistermans. Dit rapport vormde een beleidsdocument voor de ambitie om de regio Eindhoven tot een toonaangevende Europese toptechnologieregio te ontwikkelen. Het benadrukte het belang van samenwerking tussen bedrijfsleven, kennisinstellingen en overheid (de 'triple helix') en formuleerde investeringsvoorstellen op het gebied van technologie, onderwijs en infrastructuur.
In april 2007 maakte Trude Maas deel uit van een interimbestuur van de Partij van de Arbeid onder voorzitterschap van Ruud Koole. Het vorige bestuur was opgestapt na een crisisberaad volgend op een brief waaruit bleek dat een deel van het bestuur niet meer geloofde in de voorzitter Michiel van Hulten. De partijtop benadrukte dat de crisis niet te maken had met de verkiezingsnederlagen in november 2006 en maart 2007.
Van 2008 tot 2016 was Trude Maas-de Brouwer lid van het Curatorium van de Wiardi Beckman Stichting, het wetenschappelijk bureau gelieerd aan de PvdA.

### Commissariaten en toezichtfuncties
Maas bekleedde diverse commissariaten bij zowel profit- als non-profitorganisaties. Ze was onder meer president-commissaris bij Philips Nederland, commissaris bij ABN AMRO tijdens de overnamestrijd en nationalisatie en lid van de raad van commissarissen van Schiphol Group. Ook was ze commissaris bij Arbo Unie, de Technische Universiteit Eindhoven en TwynstraGudde.
Tijdens de verhoren van de commissie-De Wit over de oorzaken van de financiële crisis stelde voormalig ABN-commissaris Trude Maas-De Brouwer dat de commissarissen bij de bank te veel 'toezichtkijker' waren in plaats van toezichthouder. President-commissaris Aarnout Loudon was het daar niet mee eens al erkende hij wel dat de raad zich soms meer pro-actief had moeten opstellen. Reflecterend op het beloningsbeleid zei Maas dat de raad van commissarissen zich niet genoeg bezighield met de gevolgen van variabele beloningen en dat ze onvoldoende beseften wat de impact op het gedrag van mensen zou zijn. Ook pleitte ze voor een maximale zittingsduur van acht jaar voor commissarissen. Dit voorstel diende ter verbetering van de effectiviteit van het toezicht. Maas gebruikte hierbij een metafoor van een hond en zijn baasje die na verloop van tijd steeds meer op elkaar gaan lijken. Volgens haar kan een langdurige zittingsperiode ook leiden tot een toenemende gelijkenis tussen toezichthouder en bestuur.

### Visie op toezicht en leiderschap
Maas zette zich gedurende haar loopbaan actief in voor het bevorderen van diversiteit binnen bestuur en toezicht, in het bijzonder voor de participatie van vrouwen in topfuncties. Zij was een van de eerste vrouwelijke toezichthouders bij grote Nederlandse ondernemingen en vervulde daarin een voorbeeldrol. Vanuit haar overtuiging dat een verscheidenheid aan perspectieven bijdraagt aan de kwaliteit van besluitvorming, ondersteunde zij diverse initiatieven gericht op de doorstroming van vrouwen naar leidinggevende posities. Maas wees er in interviews op dat diversiteit niet alleen een maatschappelijke, maar ook een bestuurlijke meerwaarde vertegenwoordigt, met positieve effecten op onder meer risicobeheersing en innovatie.
Een raad van commissarissen moet volgens Maas pas een mening vormen nadat zij eerst zoveel mogelijk informatie heeft verzameld. Ze vindt het daarbij belangrijk dat de raad een cultuur creëert van 'gezonde scepsis', waarin het ventileren van dissidente meningen wordt gestimuleerd. 
Maas pleit daarom voor een meer open en interactieve opstelling van raden van commissarissen ten opzichte van andere lagen binnen de organisatie. Ze is van mening dat toezichthouders actief in contact moeten staan met medewerkers en ondernemingsraden om een vollediger beeld van de organisatiecultuur te krijgen.

### Maatschappelijke functies
- In 2015 richtte Maas bij de SER de Alliantie Medezeggenschap en Governance op, met als doel de dialoog tussen ondernemingsraad, bestuur en toezichthouders te versterken. Onder haar voorzitterschap werd de Driehoek 3D Trofee geïntroduceerd, een prijs voor organisaties met een voorbeeldige driehoekdialoog.[10][32]
- Bestuurslid/Voorzitter van het Internationaal Archief voor de Vrouwenbeweging (IIAV) (2002-2008)
- Lid/Voorzitter raad van toezicht Nuffic (2002-2010)
- Bestuurslid/Voorzitter Van Leer Group Foundation (2001-2013) en Bernard van Leer Foundation (2002-2013)[33]
- Voorzitter raad van toezicht Van Gogh Museum (2012-2016)
- Bestuurslid van de stichting Vrienden Anne Frank Museum (2011 tot 2021).
- Columnist voor het Schaduwkabinet van columnisten voor Het Financieele Dagblad, het Digitaal Universiteitsblad DUB van de Universiteit Utrecht, FEM Business, Computable en DUIC
- Penningmeester TivoliVredenburg Fonds (2016-2023)
- Bestuurslid/Voorzitter SIDN (Stichting Internet Domeinregistratie Nederland) Fonds (2014-2023)
- Voorzitter van de Utrecht Development Board (2009-heden)[34]
- Voorzitter stichting Hapkracht (2025-heden)

## Persoonlijk
Maas-de Brouwer is getrouwd met Jan Maas en woont in Utrecht, waar zij zich inzet voor de Utrecht Development Board. Ze studeerde in Utrecht en gebruikt haar netwerk en ervaring om bij te dragen aan de ontwikkeling van de stad. Haar schoonvader was hoogleraar mijnbouwkunde in Delft.

## Erkenningen en onderscheidingen
- In 2012 werd Maas benoemd tot Ridder in de Orde van Oranje-Nassau voor haar verdiensten op het gebied van bestuur en toezicht.[37]
- In 2001 stond Maas op plaats 3 van de lijst met meest invloedrijke vrouwen in Nederland opgesteld door MT/Sprout. In 2008 stond zij in deze lijst op plaats 4 net als in de Opzij van november 2009. In 2010 stond ze op plaats 49 in de Management Scope Top-50 Commissarissen en in 2013 op plaats 36 van de Top-50 Corporate Vrouwen. Ook kwam Maas regelmatig in lijsten van de Volkskrant voor.[13][14][38][39][40]

- Parlement.com: vg09llq5a9zq